# Metopoceras roseata
Metopoceras roseata là một loài bướm đêm trong họ Noctuidae.